# L'Opéra de quat'sous
Die Dreigroschenoper
Pour les articles homonymes, voir L'Opéra de quat'sous (homonymie).
L'Opéra de quat'sous, dont le titre original en allemand est Die Dreigroschenoper (littéralement l'opéra de trois groschen), est une comédie musicale allemande de Bertolt Brecht et Kurt Weill, créée le 31 août 1928 au Theater am Schiffbauerdamm de Berlin, puis en version française le 14 octobre 1930 au théâtre Montparnasse.
Elle est inspirée de la pièce du dramaturge anglais John Gay, The Beggar's Opera (1728) dans la traduction d'Élisabeth Hauptmann.

## Personnages
- Macheath dit « Mackie-le-Surineur », chef de gang
- Jonathan Jeremiah Peachum, directeur de la société « L'ami du mendiant »
- Celia Peachum, sa femme
- Polly Peachum, sa fille
- « Tiger » Brown, chef suprême de la police de Londres
- Lucy, sa fille
- Jenny-des-Lupanars, prostituée
- Smith, constable
- Kimball, pasteur
- Filch, mendiant « employé » de Peachum
- Un chanteur de complaintes
- Matthias-Fausse-Monnaie, Jacob-les-Doigts-Crochus, Robert-la-Scie, Eddy, Jimmy, Walter-Saule-Pleureur, membres du gang de Mackie-le-Surineur
- Betty, Dolly, Molly, Vixen, prostituées
- Une vieille prostituée
- Mendiants, bandits, prostituées, constable, chœur

## Argument
L'action se déroule à Soho, un quartier de Londres en proie à une guerre des gangs. Il s'agit d'une lutte de pouvoir et de concurrence entre deux « hommes d'affaires » : le roi des mendiants, Jonathan Jeremiah Peachum, et un dangereux criminel, Macheath dit « Mackie-le-Surineur » (Mackie Messer dans le texte original).
Prélude
La foire à Soho. « Les mendiants mendient, les voleurs volent, les putains font les putains. ». Un chanteur des rues interprète la complainte de « Mackie-le-Surineur ».

### Acte I
Le local de Peachum
Peachum se plaint des difficultés de son métier ; Filch, un jeune homme, se présente pour devenir mendiant ; ils établissent le contrat, Filch reçoit son équipement ; Peachum reproche à sa femme de laisser un inconnu courtiser Polly ; il finit par identifier ce « Capitaine » comme étant Macheath, son ennemi juré ; pire, ils s'aperçoivent que Polly n'a pas dormi dans sa chambre.
Une écurie de Soho, le lendemain après-midi
Le mariage de Macheath et Polly. La fête manque d'entrain (il n'y a que des gangsters) ; visite assez courte de Brown, le chef de la police et néanmoins ami de Macheath.
Chez Peachum
Retour de Polly ; discussion entre elle et ses parents à propos de son mariage.

### Acte II
Chez Peachum
Peachum décide de faire arrêter Macheath en le dénonçant à la police, supprimant du même coup un gendre et un rival encombrants.
Le repaire de Mackie
Polly avertit Macheath du danger ; Macheath la charge de diriger sa bande pendant son absence.
La maison close de Turnbridge
Mme Peachum soudoie Jenny, une prostituée, pour qu'elle aide à l'arrestation de Macheath ; jalouse de Polly, celle-ci accepte et le livre à la police lorsqu'il vient rendre visite aux filles.
La prison d'Old Bailey
Brown regrette de ne pouvoir rien faire pour Macheath ; devant la prison, altercation entre Polly et Lucy, la fille de Brown, que Macheath a également épousée ; Mme Peachum intervient et emmène sa fille. Macheath réussit à s'évader. Peachum menace Brown de perturber les fêtes du couronnement le lendemain s'il ne fait rien.

### Acte III
Le local de Peachum
Peachum prépare sa manifestation de mendiants ; Brown vient l'arrêter, mais Peachum réussit à reprendre le dessus. Macheath est de nouveau arrêté et condamné à mort.
La prison
Macheath exprime son désarroi. Arrivée de Brown, devenu héraut de la reine : Macheath est gracié, anobli et doté d'une rente à vie. Les problèmes étant résolus, la réconciliation est générale.

## Morceaux musicaux
1. La Complainte de Mackie (Die Moritat von Mackie Messer) – un chanteur de rue
2. Choral matinal de Peachum (Der Morgenchoral des Peachum) – Peachum
3. Chanson d'« Au lieu de » (Der Anstatt-dass-Song) – Peachum, Mme Peachum
4. Chanson de noces ou Epithalame des pauvres (Hochzeitslied) – 4 gangsters
5. Jenny-des-Corsaires ou La Fiancée du pirate (Das Lied der Seeräuber-Jenny) – Polly[2]
6. Le Chant des canons (Der Kanonen-Song) – Macheath, Brown
7. Chanson d'amour (Liebeslied) – Polly, Macheath
8. Le Chant de Barbara (Barbara-Song) – Polly[3]
9. Premier Final de quat'sous (Erstes Dreigroschen-Finale) – Peachum, Mme Peachum, Polly
10. Le Chant de Polly (Pollys Lied) – Polly
11. Ballade de l'asservissement sexuel (Die Ballade von der sexuellen Hörigkeit) – Mme Peachum
12. La Ballade du souteneur ou Tangoballade (Die Zuhälter-Ballade) – Mackie
13. Ballade de la vie agréable (Die Ballade vom angenehmen Leben) – Mackie
14. Duo de la jalousie (Das Eifersuchtsduett) – Polly et Lucy
15. Aria de Lucy (Die Arie der Lucy) – Lucy
16. Deuxième final de quat'sous « De quoi l'homme vit-il ? » (Zweites Dreigroschen-Finale „Denn wovon lebt der Mensch?“) – Mackie, Mme Peachum, Chœur
17. Chant de la vanité de l'effort humain (Lied von der Unzulänglichkeit des menschlichen Strebens) – Peachum
18. Chanson de Salomon (Salomon-Song) – Jenny
19. Appel depuis la tombe (Ruf aus der Gruft) – Mackie
20. Épitaphe ou Mackie demande pardon à tout le monde (Ballade, in der Mackie jedermann um Verzeihung bittet) – Mackie
Il s'agit d'une adaptation de Ballade des pendus de François Villon (« Vous frères humains, qui après nous vivez… »)
21. Troisième final de quat'sous (Drittes Dreigroschen-Finale) – Brown, Mackie, Polly, Mme Peachum, Peachum, Chœur

## Historique

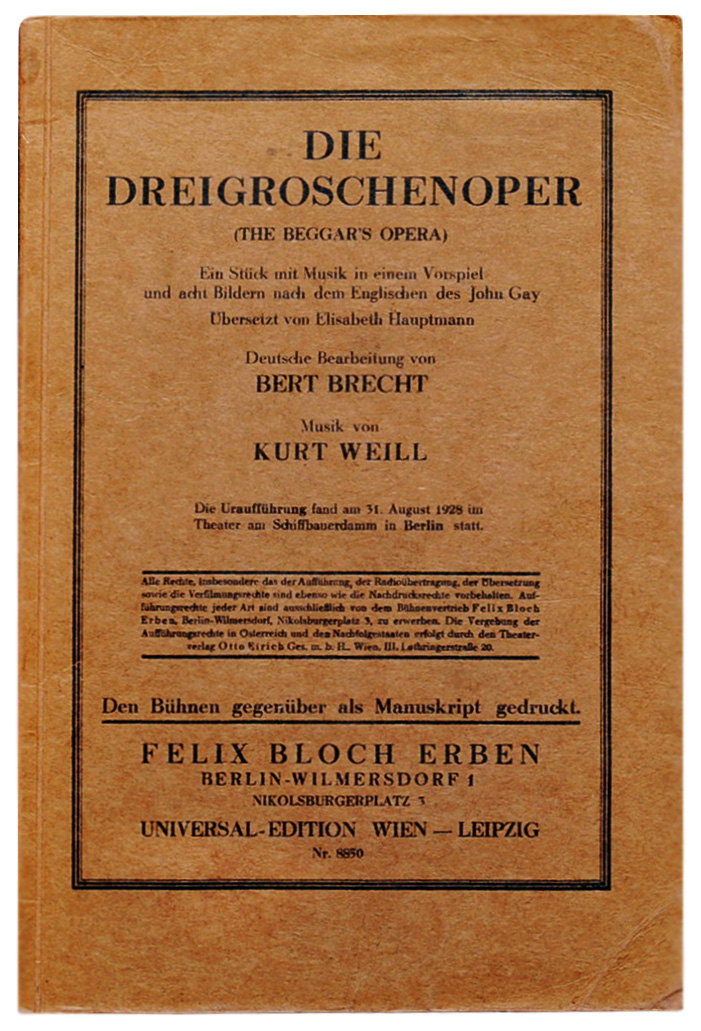
Un exemplaire d'époque.

L'œuvre est créée le 31 août 1928 (générale, le 28 août) au Theater am Schiffbauerdamm de Berlin. La distribution inclut, entre autres, Lotte Lenya, l'épouse de Kurt Weill dans le rôle de Jenny, et Kurt Gerron dans celui de Tiger Brown ; la direction d'orchestre est assurée par Theo Mackeben et la mise en scène est de Erich Engel.
La personnalité du criminel Mackie-le-Surineur est inspirée à la fois par le Macheath de John Gay, l'histoire de Jack l'Éventreur et les poèmes de François Villon.
L'œuvre est créée en France par Gaston Baty le 14 octobre 1930 au théâtre Montparnasse, dans la version française de Ninon Steinhof et André Mauprey, mise en scène, décors et costumes de Gaston Baty, avec Lucien Nat (Mackie) et Marguerite Jamois (Polly).

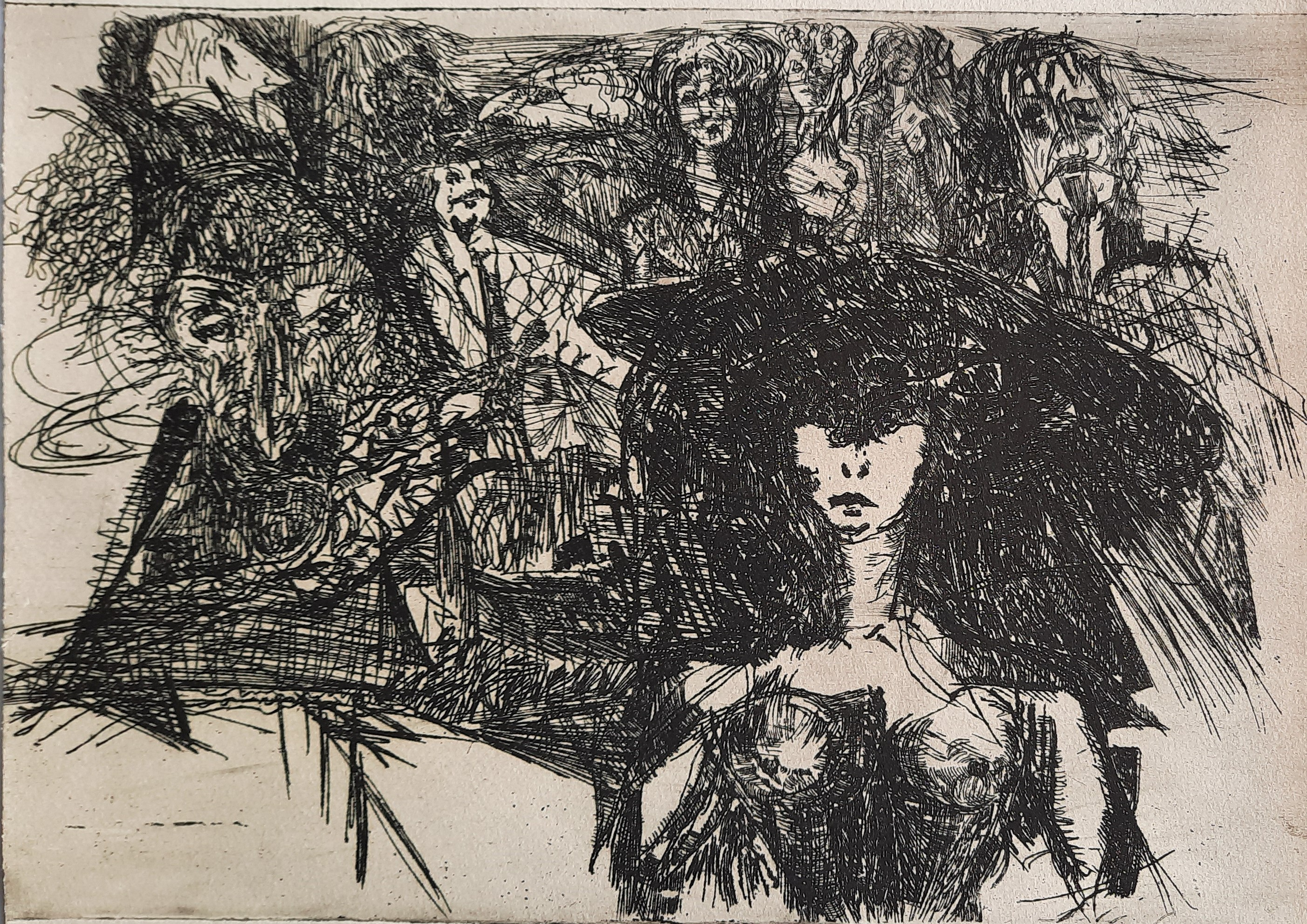
Illustration de Hermann Rongstock pour la pièce.

L'œuvre connaît un immense succès en Europe : en cinq ans, elle est jouée plus de 10 000 fois et est traduite en dix-huit langues. L'accueil est plus mitigé à Broadway en 1933.
Une adaptation cinématographique est tournée dès 1931 par Georg Wilhelm Pabst, simultanément en allemand et en français avec, dans la version allemande, Lotte Lenya, et dans la version française Margo Lion (Jenny), Albert Préjean (Mackie), Florelle (Polly) et Antonin Artaud dans un petit rôle. Brecht qui, au début, a participé à l'adaptation de sa pièce en scénario, finit pourtant par désavouer le film.
Avec de forts aspects social et politique, voire « une sorte de satire à charge contre le capitalisme » pour L'Humanité, l'opéra suscite d'importantes polémiques en Allemagne et est interdit par les nazis, comme les autres œuvres de Kurt Weill, en 1933.
Une version réorchestrée par Maurice Thiriet a été créée le 3 avril 1954 à l'Opéra de Monte-Carlo sous la direction de Richard Blareau, mise en scène de Louis Ducreux, décors et costumes de Georges Wakhévitch, chorégraphie de John Taras, puis reprise le 20 avril suivant au théâtre de l'Empire à Paris.
Boris Vian a donné une traduction alternative de certaines des chansons.

## Analyse de l'œuvre

### Le style musical
Kurt Weill emprunte à de nombreux genres ou styles musicaux tels le choral luthérien, la musique d'opéra, le jazz, la chanson populaire de cabaret. Alors qu'il s'approprie la musique de jazz et la chanson populaire en les associant à des textes d'une grande portée morale, il banalise l'air d'opéra et le choral religieux par un contenu des plus convenus, en vertu d'un parti pris éthique de renversement des valeurs traditionnelles d'une société tournée en dérision, l'ensemble faisant alterner la parole, le chant et la déclamation.

## Adaptations

### Cinéma
- L'Opéra de quat'sous, de Georg Wilhelm Pabst (1931)
- L'Opéra de quat'sous, de Wolfgang Staudte (1963)
- Mack the Knife, de Menahem Golan, (1990).
- La Complainte de Mackie, de Joachim A. Lang (2018)[8],[9]

### Musique
La chanson d'ouverture, La Complainte de Mackie, est devenue un standard de jazz grâce à sa reprise entre autres par Louis Armstrong et par Ella Fitzgerald sous le titre Mack the Knife.
The Tiger Lillies ont écrit un album 2 Penny Opera en 2001 qui en est en partie inspiré.

### Littérature
Alan Moore, dans sa série La Ligue des gentlemen extraordinaires, revisite plusieurs fois ce texte pour appuyer certaines scènes où l'action se déroule sans dialogues[réf. nécessaire].